# Nastja Zadorožnaja
Nastja Zadorožnaja (in russo Настя Задорожная?), all'anagrafe Anastasija Sergeevna Zadorožnaja (in russo Анастаси́я Серге́евна Задоро́жная?; Vytegra, 30 agosto 1985) è un'attrice e cantante russa.

## Biografia
Si avvicinò per la prima volta al mondo dello spettacolo nel 1996, quando prese parte al coro Neposedy. Nel 2001 ha ricevuto il suo primo ruolo di attrice nella serie Prostye istiny («Простые истины», tradotto: semplici verità). L'anno successivo si è diplomata, iscrivendosi alla facoltà di recitazione dell'Università russa di arti teatrali.
Oltre ad essere un'attrice molto attiva in Russia, sia per il cinema che per il teatro, Zadorožnaja ha anche intrapreso la carriera da cantante, pubblicando due album in studio tra il 2008 e il 2009 e diversi singoli. Nel 2024 ha pubblicato il suo terzo album in studio, Ničego net sil'nee ljubvi.

## Discografia

### Album in studio
- 2008 – Do 17 i starše...
- 2009 – 12 istorij
- 2024 – Ničego net sil'nee ljubvi

### Singoli
- 2006 – Začem toptat' moju ljubov'
- 2007 – Budu
- 2007 – Budu (Black House Remix)
- 2008 – Pust' budet šou
- 2008 – Ljubov'/Neljubov'
- 2008 – Ja bol'še ne choču verit'
- 2009 – Serdce popolam
- 2009 – Net ničego sil'nee ljubvi
- 2010 – Begi
- 2010 – Leto vsegda!
- 2010 – DaDaDa!
- 2010 – S noči do utra
- 2014 – Mužčiny (ljubjat bla-bla-bla)
- 2015 – Uslovnyj refleks
- 2016 – Ja čuvstvuju (telom)
- 2017 – Ja luna
- 2018 – Tandancy
- 2019 – Mili
- 2024 – Budu (remake 2024)
- 2024 – Kogda

## Filmografia (parziale)

### Cinema
- Mama ne gorjuj 2, regia di Maksim Pežemskij (2005)
- Oj, moroz, moroz!, regia di Nikolaj Ščerbakov (2005)
- Love in the Big City (Любовь в большом городе), regia di Marjus Vajsberg (2009)
- Love in the Big City 2 (Любовь в большом городе 2), regia di Marjus Vajsberg (2010)
- Klub sčast'ja, regia di Igor' Kalënov (2010)
- Mužčina s garantiej, regia di Artëm Aksenenko (2012)
- Love in the Big City 3 (Любовь в большом городе 3), regia di David Dodson e Marjus Vajsberg (2013)
- Kavkazskaja plennica!, regia di Maksim Voronkov (2014)
- 8 novych svidanij, regia di Marjus Vajsberg (2014)
- Čto tvorjat mužčiny! 2, regia di Sarik Andreasjan (2015)
- Mal'čišnik, regia di Maksim Boev (2015)